# 山脇千文美
山脇 千文美（やまわき ちふみ、1990年4月2日 - ）は、日本プロ麻雀連盟に所属する女流プロ雀士である。
同団体での段位は四段（2020年9月時点）。北海道出身。北海道札幌南高等学校、中央大学卒業。
鳴き仕掛けを多用する雀風で、主なタイトル歴としてはAbemaTVでの放送対局「RTD Girl's Fight」の2連覇・「女流雀士 プロアマNo.1決定戦 てんパイクイーン シーズン2」優勝などがある。

## 経歴

### プロデビューから2016年まで
小学生の頃から年末に行われる家族麻雀で麻雀に触れ、4年生の頃には麻雀のルールを習得する。幼少期の頃からピアノを習っていたことがきっかけで歌手を目指していた時期があり、大学生の頃には雀荘でのアルバイトをこなしつつも芸能関係の仕事を目指して活動していたが、最終的には麻雀プロを志し日本プロ麻雀連盟の第29期前期生として2013年にプロデビューを果たした。その翌年に実施された連盟の女流プロタイトル戦・第12期プロクイーン決定戦ではベスト16卓に残るも、卓内上位2着以内には食い込めず敗北を喫している。同じ年に開催された第8期夕刊フジ杯麻雀女王決定戦では、麻雀BULL新宿店チームの一員として参加したチーム戦では準決勝にまで駒を進めるが決勝に勝ち進むことはできず、個人戦ではプレーオフに進出するも準決勝卓には残れなかった。
2015年には竹書房が主催する麻雀最強戦において、東日本イメージガールを務めた。対局では第9期夕刊フジ杯で準決勝進出を果たすものの、決勝には届かなかった。所属する連盟内では、第28期チャンピオンズリーグ（現・JPML WRCリーグ）では予選を勝ち上がるが、トーナメント戦ではベスト28止まりとなり、第41期王位戦は準決勝での敗退となった。同年、ゲーム『麻雀格闘倶楽部 彩の華』内で行われた「最も師としたいプロ雀士」の投票選抜戦では女流の中で23位となった。
2016年には女流雀士52名によって行われるトーナメント大会・第3回姫ロン杯に出場するが、麻雀ブル エンプレストーナメントの予選1組で同卓した都美に敗れている。第10期夕刊フジ杯では個人戦でプレーオフ13位に終わった一方、上野あいみ・柚花ゆうりと組んだ麻雀BULL中野店チームがチーム戦準優勝を果たした。自団体では第14期プロクイーン決定戦のベスト16B卓で役満である国士無双を和了したが、ベスト8進出は叶わなかった。

### 2017年
2017年には対局番組「女流雀士 プロアマNo.1決定戦 てんパイクイーン シーズン2」に出演し予選を勝ち進み、3月下旬に行われた決勝卓では前期優勝者の高宮まりを下し優勝、2代目てんパイクイーンの座を戴冠した。一方、MONDO TVにて放送される「女流モンド杯」の出場権をかけた第2回女流モンド新人戦でも決勝卓に勝ち進むが、オーラスをトップ目で迎えるも大島麻美に捲られ優勝を譲る格好となった。第11期夕刊フジ杯では個人戦でプレーオフに進出し、ベスト12に当たる準決勝卓を前に敗退したが、AbemaTV 麻雀チャンネルにて放送された女流プロトーナメント大会・RTD Girl's Fightでは決勝に勝ち進み、水瀬夏海とのデッドヒートを制する形で優勝を収めた。
6月下旬には麻雀最強戦2017「女流プレミアトーナメント 流派抗争勃発」に出場し予選卓を勝ち上がっているが、決勝では水口美香に敗れた。第2期JPML WRCリーグはトーナメント進出を果たすが、二次トーナメントでの敗退となった。また、昨年度に続いて出場した第4回姫ロン杯の麻雀ブル エンプレストーナメント（7月下旬開催）では予選を勝ち進み、決勝では和泉由希子に次いで2位の成績に終わる。10月に行われた連盟のプロクイーン決定戦では決勝に進出、同じく連盟所属の女流プロ4名と相対するも最終成績は3位で終わった。対局番組「女流雀士のノックアウト★マッチ〜日テレプラス杯2017」でも決勝に勝ち残りはしたものの、最終的には同卓した七瀬真実（連盟所属）が優勝を飾った。11月末に行われた姫ロン杯のチャンピオンシップにはエンプレストーナメントの準優勝者として参戦するが、決勝進出は逃している。

### 2018年
2017年末から予選が開始されたトーナメント戦・RTD Girl's Fight2では予選B卓でトップ、年が変わり1月には準決勝A卓を再びトップで勝ち進み、決勝卓でも途中国士無双を成就するなどの強さをみせ、他家を圧倒する点差での2連覇を成し遂げた。一方、「てんパイクイーン シーズン3」では前回大会覇者として決勝卓（3月末放送）からの出場となったが、岡田紗佳にクイーンの座を奪われる結果となった。
続いて、女流プロタイトルホルダーが競う麻雀最強戦2018「サイバーエージェント杯 女流プロ代表決定戦 女流王者の極」（3月10日対局）で山脇はRTD Girl’s Fight連覇者として参加した。同大会は予選B卓を首位で通過するも決勝卓では3位に終わり、最強戦のファイナル出場権は仲田加南が獲得した。自団体の女流プロ麻雀日本シリーズ2018には連盟会長推薦での出場となったが予選で退いている。また、夕刊フジ杯争奪 麻雀女流リーグ2018では個人戦で予選成績3位で準決勝進出を果たすが、決勝を前に敗れた。チーム戦もモンド麻雀チャンネルチームとして菅原千瑛・都美とともに準決勝まで進んだが決勝には残っていない。
4月に開催されたRTD Girl's Fight3では予選を1位で通過するも、準決勝は4位に終わり同大会3連覇を逃した。所属団体では、連盟の女流プロによる対局番組「天空麻雀」には第20回目で初出場を果たすも予選落ちとなったが、第4期JPML WRCリーグは女流プロで唯一のベスト8となったほか、女流リーグの第13期女流桜花においてはBリーグ3位の成績で最も上のAリーグへの初昇級を果たした。同年末に放送された対局番組「第14回麻雀カボクイーンカップ」は決勝戦で平岡理恵に敗れている。

### 2019年
夕刊フジ杯争奪 麻雀女流リーグ2019ではチーム・麻雀BULL中野店（中川由佳梨・内田みこを含めて3名）として参戦したが、予選・東京5組で最下位に終わった。麻雀最強戦2019では「女流プレミアトーナメント 脅威のツッパリ」（3月16日実施）に出場するも予選B卓での敗退となった。9月中旬に行われた第15回麻雀カボクイーンカップも予選第4ブロックB卓にて敗退している。なお、チーム対抗戦の麻雀プロリーグであるMリーグ2019年シーズンのドラフト会議前にはTwitter上で女性新Mリーガーの予想投票が公式に行われ、山脇は12位（671票）に位置していたが実際のドラフトでは指名漏れとなった。

### 2020年
女流プロ雀士によるチーム戦である「麻雀BATTLE ROYAL チーム・チャンピオンシップ2020」では所属するロン2チーム（他のメンバーは宮内こずえ・仲田加南、監督は山井弘）が優勝を果たし、予選と決勝戦を合算した個人成績では+192.7ポイントで宮内に次いで2位の成績を残した。2020年の夕刊フジ杯は麻雀BULL中野店チームとして中川由佳梨・大久保朋美とともに準決勝に進出するが決勝には駒を進めることはできなかった。個人戦でも予選5位で準決勝まで辿りついたものの決勝卓には残っていない。テレビ放送された「てんパイクイーン」のシーズン5では決勝（4月下旬放送）に残るが、岡田紗佳の3連覇を許しているが、その翌月末には麻雀オンラインゲームサイト「ロン2」を用いて実施された女流プロトーナメントで優勝を果たした。7月下旬には第7回女流モンドチャレンジマッチで出場機会を得ているが、結果は敗退に終わっている。

### 2023年
6月より開催されたMトーナメント2023に連盟からの推薦選手として出場。予選1stステージはMリーガーの近藤誠一・堀慎吾・瀬戸熊直樹相手にトップ通過を果たし、2ndステージでは団体推薦選手4名の卓で第2試合オーラスの和了で全体2着となってファイナルステージに進出。ファイナルステージでは滝沢和典・松本吉弘に次ぐ3着となって敗退したが、入場時にギャルピースして登場したり、和了時の点数申告の発声が“ちょいダル”な雰囲気であったことも話題になった。

## 雀風・人物
- 山脇の麻雀は鳴き仕掛けを積極的に用い[3][7][8]それを得意とするスタイルと評され[76]、雀士としてのキャッチフレーズはそのような雀風を受けて「音速ディーヴァ」とされている[3]ほか、「オンナ牛若丸」[77]（「現代に蘇った女牛若丸」[78]）・「八艘飛びのちい」[8][79]・「暴走コスモ系フェアリー」[2]なども用いられている。連盟における段位は四段である（2020年9月時点[5]）。

- ニックネームは「ちゃんちーぬ」[80]。絶対音感の持ち主で[3][80]、音楽ユニット・ちょんちぃみぃのメンバーとしてなど[81]趣味で歌手活動を行っている[3][11]。弟は「わきコ」名義で活動している構成作家である[2]。

- Mトーナメント2023参戦時に話題になった「ちょいダル」な点数申告であるが、山脇自身は当時無自覚であり、対局映像を見返してやっと自覚したと語っている。山脇をよく知る関係者達からは「ようやく山脇の点数申告が公に認知された」と言われたそう。

- 2024年12月26日に交際していた最高位戦日本プロ麻雀協会所属の多喜田翔吾との結婚・入籍を公表。なお麻雀プロ活動は今まで通り山脇千文美名義で続けていく。

## 獲得タイトル
個人タイトル
- RTD Girl’s Fight・RTD Girl’s Fight2 優勝[9]
- 2代目てんパイクイーン[10]
- 7代目てんパイクイーン
- 八局麻雀#1 優勝[1]
- 第3回クイーンズリーグ 優勝[82]
- ロン2女流プロトーナメント（2020年） 優勝[70]

団体タイトル
- 麻雀BATTLE ROYAL チーム・チャンピオンシップ2020 優勝[64]

## 出演

### テレビ
- 女流雀士 プロアマNo.1決定戦 てんパイクイーン（2016年 - 、テレ朝チャンネル2）シーズン2～7、シーズン9に出場

## 作品

### DVD
- 八局麻雀 前半戦（2016年9月2日、AMGエンタテイメント）
- 八局麻雀 後半戦（2016年10月5日、AMGエンタテイメント）